# Alabás ibne Alualide
Alabas/Alabás ibne Alualide (Al-‘Abbas ibn al-Walīd - lit. "Alabas, filho de Alualide"; m. 750) foi um príncipe e general árabe, filho do califa omíada Ualide I. Comandante militar que se distinguiu nas guerras bizantino-árabes do início do século VIII, sobretudo em conjunto com o seu tio Maslama ibne Abedal Maleque, foi preso  após ter-se envolvido na guerra civil de meados da década de 740. Morreu na prisão devido a uma epidemia.

## Biografia
Pouco se sabe sobre a juventude de Abas e em muitos aspetos da sua carreira as fontes árabes e bizantinas estão em desacordo. Aparece pela primeira vez na campanha de 707 contra a importante fortaleza bizantina de Tiana, na Capadócia, na qual comandou o exército árabe ao lado do seu tio Maslama ibne Abedal Maleque. A cidade resistiu a longo cerco no inverno de 707–708, e só se rendeu depois de um exército de resgate bizantino ter sido derrotado na primavera. Durante a última batalha, segundo os cronistas árabes Abas distinguiu-se pelo papel crucial que desempenhou em impedir a fuga das tropas árabes hesitantes e conduzi-las à vitória.
Abas participou regularmente nas expedições que quase todos os anos eram lançados na Ásia Menor bizantina durante o seu tempo. As suas campanhas mais notáveis foram a captura de Eleussa Sebaste (Sebaste da Sebaste da Cilícia) em 712 e de Antioquia da Pisídia em 713, o raide na Paflagónia em 721, onde segundo os relatos teria feito 20 000 prisioneiros, e outro raide, colocado pelas fontes em 722–723, mas que provavelmente foi anterior, durante o qual foi tomada uma fortaleza chamada Siza. Em 720, juntamente com o seu tio Maslama, liderou a supressão da revolta do governador do Iraque, Iázide ibne Almoalabe.
Durante o reinado do impopular Ualide II (r. 743–744), Abas começou por mostrar-se relutante em opor-se ao califa e aconselhou contra provocar uma guerra civil. Porém, acabou por participar na conspiração e golpe de estado que depôs Ualide e colocou no trono Iázide III, irmão de Abas. Nem Iázide nem o irmão Ibraim I estiveram muito tempo no trono califal, que caiu nas mãos do general Maruane ibne Maomé (Maruane II; r. 744–750). Maruane mandou prender Abas em Harã, onde este morreu de doença epidémica em 750.